# Brenda Strong
Brenda Lee Strong (Portland, Oregón; 25 de marzo de 1960) es una actriz e instructora de yoga estadounidense, conocida por su papel de Sue Ellen Mischke en Seinfeld, Mary Alice Young en Desperate Housewives y Dallas.

## Carrera
Brenda nació en Portland, Oregón, donde creció y se graduó en la secundaria Sandy High School, para luego trasladarse a la Universidad Estatal de Arizona, donde obtuvo una licenciatura en teatro musical. Simultáneamente comenzó su carrera como modelo y se inscribió al Concurso Miss Arizona, el cual ganó en 1980.
Después de graduarse, se mudó a Los Ángeles, donde al poco tiempo comenzó a trabajar en televisión y en cine.
En 1996, apareció en la serie de televisión 7th Heaven.
Su trabajo principal, sin embargo, siempre se ha desarrollado en televisión, y desde los años 80, ha intervenido en innumerables series, entre las últimas de ellas C.S.I., Seinfeld, Everwood y Desperate Housewives. En esta última, también interpreta a una madre de familia que se suicida en el primer episodio y cuya muerte desencadenará los eventos que se suceden a continuación, y da lugar a ser un personaje que conoce absolutamente todo lo que pasa en el barrio y narra lo que acontece.
En el 2016, apareció en la serie, Súpergirl, como la Sra Luthor. Ese mismo año, apareció también en la serie, The 100, como la reina Nía.
En el 2018, apareció en la segunda temporada de 13 Reasons why como Nora, la madre de Bryce Walker.